# Acropyga sauteri
Acropyga sauteri é uma espécie de formiga do gênero Acropyga, pertencente à subfamília Formicinae.